# Сіддік Манзул
Сіддік Мохаммед Манзул (араб. صديق محمد منزول, (нар. 1932, Омдурман — пом. 11 квітня 2003, Омдурман) — суданський футболіст, що грав на позиції нападника. Більшу частину кар'єри провів у клубі «Аль-Хіляль» з рідного міста, відомий також за виступами в збірній Судану.

## Футбольна кар'єра
Сіддік Манзул народився в Омдурмані. Розпочав займатися футболом у клубі «Аль-Рабеа», дорослу футбольну кар'єру розпочав у клубі «Аль-Хашмаб» з Омдурмана. З 1949 року він грав у складі клубу «Аль-Хіляль» з рідного міста, в якому й завершив футбольну кар'єру в 1963 році. У складі команди Манзул ставав неодноразовим переможцем Ліги Хартуму, попередниці національного чемпіонату, а після проголошення незалежності країни став й складі команди неодноразовим чемпіоном Судану.
З 1956 року футболіст грав також у складі збірної Судану. У 1957 році він брав участь у першому розіграші Кубку африканських націй, на якому суданська збірна здобула бронзові нагороди. У 1959 році Манзул удруге брав участь у Кууа африканських націй, і на цьому турнірі суданська збірна здобула срібні медалі. У складі збірної футболіст грав до 1962 року.
Помер Сіддік Манзул 11 квітня 2003 року в своєму рідному місті Омдурман.

## Титули і досягнення
- Срібний призер Кубка африканських націй (1): 1959
- Бронзовий призер Кубка африканських націй (1): 1957